# Quatuor Girard
Le Quatuor Girard est constitué de quatre frères et sœurs : Grégoire Girard 1er violon (auparavant Hugues Girard), Agathe Girard second violon, Hugues Girard alto (auparavant Mayeul Girard puis Odon Girard) et Lucie Girard  violoncelle. Issus d'une famille de neuf enfants originaire d'Avignon, ils sont les petits-neveux de l'Académicien René Girard. Ils sont tous les quatre diplômés du Conservatoire national supérieur de musique et de danse de Paris et du Conservatoire national supérieur de musique et de danse de Lyon.

## Histoire
Le Quatuor Girard s'est formé auprès du Quatuor Ysaÿe. Invités en France - Folle Journée de Nantes, Auditorium de Caen, Journées Ravel de Monfort l'Amaury, Fêtes musicales à Tours,- le quatuor est également demandé à l'étranger. Il partage régulièrement la scène avec des musiciens de renommée internationale comme Jean-Claude Pennetier Augustin Dumay Ronald van Spaendonck. Artiste en résidence à la Fondation Singer Polignac, il est également artiste associé à la Chapelle musicale Reine Elisabeth. Le Quatuor Girard noue régulièrement des partenariats avec des écoles primaires, collèges et lycées. En 2020, le Quatuor Girard fonde, entre musique et terroir le Festival Rosa Musica. L'ensemble des activités du Quatuor Girard est porté par l'Association Girard Production. Au cœur de « Girard Production » se trouvent deux moteurs essentiels : la nécessité de l'Art et la force de l'Humain.

## Enregistrement
- Haydn, Quatuors à cordes, op. 76 no 5, Schubert, Quatuor à cordes en ut mineur "Quartettestatz" D 703, Schumann, Quatuor à cordes en la majeur, op. 41 no 1 (juin 2012, Les Discophiles français DF-228)
- The Starry Sky, Beethoven Quatuor no 8, Hersant Quatuor no 4 The Starry Sky (1er enregistrement mondial).
- Saint-Saëns, Quatuor à cordes no 1, op.112 (22 mars 2018, enregistrement public à la fondation Singer-Polignac, B Records) et Quintette pour piano et cordes, op. 14, avec Guillaume Bellom (piano)[15]
- Anton Reicha, disque enregistré à la Chapelle Musicale Reine Elisabeth pour Alpha Classics/Outhere Music en partenariat avec le Palazetto Bru Zane.

- Les Fleurs du Paradis, label Editions Hortus (septembre 2022), quintette avec piano en hommage à la Cathédrale Notre-Dame de Paris, Missa Brevis de Matthieu Stefanelli.

## Tournées
- Le quatuor a effectué une tournée au Maroc en 2012[16].
- Le quatuor a été invité par l'agence Arts Now à effectuer une tournée en Chine en 2019.

## Prix
- 2010 : Prix Académie Maurice Ravel[16] ;
- 2011 : 3e prix quatuor au Concours international d'exécution musicale de Genève[17],[18].

## Critiques
- Simon Corley, « Bel hommage », sur ConcertoNet.com, 22 juillet 2011 (consulté le 5 décembre 2015).
- Simon Corley, « Jeunesse et émotion », sur ConcertoNet.com, 7 août 2013 (consulté le 5 décembre 2015).
- Pierre Gervasoni, « Maurice Ravel, en ses miroirs », sur lemonde.fr, 12 octobre 2015 (consulté le 5 décembre 2015).